# シガツェ駅

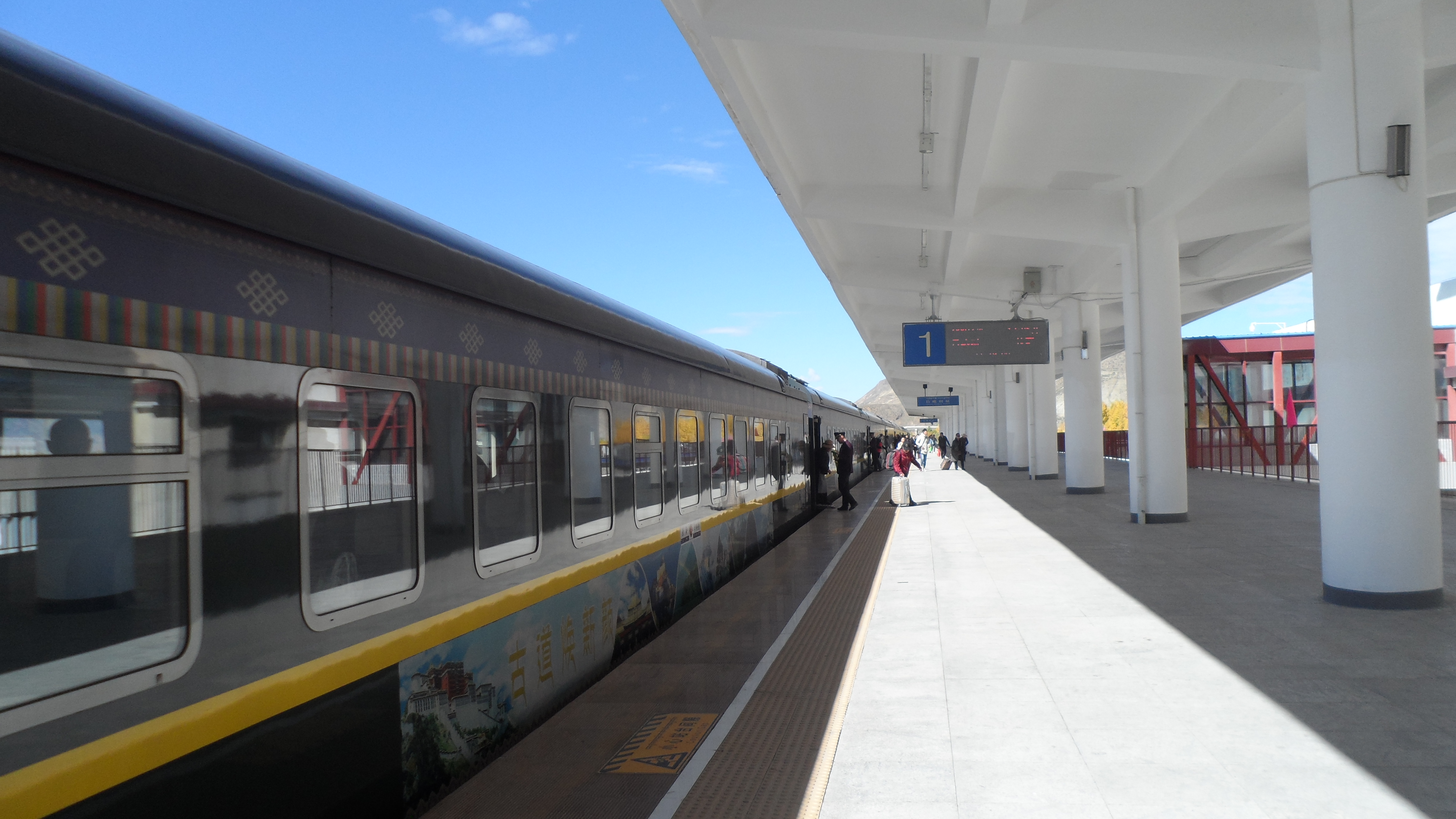
シガツェ駅ホーム

シガツェ駅 (シガツェえき、チベット語: གཞིས་ཀ་རྩེ་འབབ་ཚུགས་、中国語: 日喀则火车站）は中華人民共和国チベット自治区シガツェ市桑珠孜区甲措雄郷にあるラサ・シガツェ鉄道の駅である。青蔵鉄路集団公司が運営している。